# Halowe Mistrzostwa Świata w Lekkoatletyce 2016 – skok o tyczce mężczyzn
Skok o tyczce mężczyzn – jedna z konkurencji technicznych rozgrywanych podczas halowych lekkoatletycznych mistrzostw świata w Oregon Convention Center w Portlandzie.
Tytułu mistrzowskiego z 2014 nie obronił Grek Konstandinos Filipidis.

## Minimum kwalifikacyjne
Aby zakwalifikować się do mistrzostw, należało wypełnić minimum kwalifikacyjne wynoszące 5,77 m (uzyskane w okresie od 1 stycznia 2015 do 7 marca 2016). Zaplanowano od razu konkurs finałowy (bez eliminacji), z udziałem około 12 zawodników (w przypadku, gdy mniej lekkoatletów z minimum zgłosi się do zawodów, kolejni mogą być zapraszani na podstawie lokat na listach światowych).

## Terminarz
| Data     | Godzina |       |
| -------- | ------- | ----- |
| 17 marca | 19:05   | Finał |

## Rekordy
W poniższej tabeli przedstawiono (według stanu przed rozpoczęciem mistrzostw) halowe rekordy świata, poszczególnych kontynentów oraz halowych mistrzostw świata.
|                                   | Zawodniczka       | Wynik | Miejsce      | Data                |
| --------------------------------- | ----------------- | ----- | ------------ | ------------------- |
| Halowy rekord świata              | Renaud Lavillenie | 6,16  | Donieck      | 15 lutego 2014(dts) |
| Rekord halowych mistrzostw świata | Steve Hooker      | 6,01  | Doha         | 13 marca 2010(dts)  |
| Halowy rekord Afryki              | Okkert Brits      | 5,90  | Liévin       | 16 lutego 1997(dts) |
| Halowy rekord Ameryki Południowej | Thiago Braz       | 5,93  | Berlin       | 13 lutego 2016(dts) |
| Halowy rekord Ameryki Północnej   | Jeff Hartwig      | 6,02  | Sindelfingen | 10 marca 2002(dts)  |
| Halowy rekord Australii i Oceanii | Steve Hooker      | 6,06  | Roxbury      | 8 lutego 2009(dts)  |
| Halowy rekord Azji                | Igor Potapowicz   | 5,92  | Sztokholm    | 19 lutego 1998(dts) |
| Halowy rekord Europy              | Renaud Lavillenie | 6,16  | Donieck      | 15 lutego 2014(dts) |

## Listy światowe
Tabela przedstawia 10 najlepszych wyników uzyskanych w sezonie halowym 2016 przed rozpoczęciem mistrzostw.
| Lp. | Zawodnik               | Wynik | Data        | Miejsce           |
| --- | ---------------------- | ----- | ----------- | ----------------- |
| 1.  | Renaud Lavillenie      | 6,03  | 5 marca     | Jablonec nad Nysą |
| 2.  | Shawnacy Barber        | 6,00  | 15 stycznia | Reno              |
| 3.  | Thiago Braz            | 5,93  | 13 lutego   | Berlin            |
| 4.  | Sam Kendricks          | 5,90  | 11 marca    | Portland          |
| 5.  | Raphael Holzdeppe      | 5,84  | 23 stycznia | Rouen             |
| 5.  | Konstandinos Filipidis | 5,84  | 21 lutego   | Clermont-Ferrand  |
| 5.  | Paweł Wojciechowski    | 5,84  | 21 lutego   | Clermont-Ferrand  |
| 8.  | Xue Changrui           | 5,81  | 16 stycznia | Orlean            |
| 9.  | Seito Yamamoto         | 5,77  | 15 stycznia | Reno              |
| 9.  | Kévin Menaldo          | 5,77  | 23 stycznia | Rouen             |

## Wyniki
| CR – rekord mistrzostw \| NR – rekord kraju \| AR – rekord kontynentu \| SB – najlepszy wynik w sezonie \| PB – rekord życiowy |

### Finał
Źródło: IAAF
| Poz. | Zawodnik                | Reprezentacja     | 5,40 | 5,55 | 5,65 | 5,75 | 5,80 | 5,85 | 5,90 | 6,02 | 6,17 | Rezultat | Uwagi |
| ---- | ----------------------- | ----------------- | ---- | ---- | ---- | ---- | ---- | ---- | ---- | ---- | ---- | -------- | ----- |
| 01 ! | Renaud Lavillenie       | Francja           | –    | –    | –    | o    | –    | –    | o    | o    | xxx  | 6,02     | CR    |
| 02 ! | Sam Kendricks           | Stany Zjednoczone | o    | o    | o    | –    | o    | x–   | xx   |      |      | 5,80     |       |
| 03 ! | Piotr Lisek             | Polska            | –    | o    | xo   | o    | xx–  | x    |      |      |      | 5,75     |       |
| 4.   | Jan Kudlička            | Czechy            | o    | –    | xxo  | xxo  | xxx  |      |      |      |      | 5,75     |       |
| 4.   | Shawnacy Barber         | Kanada            | –    | o    | xxo  | xxo  | xx–  | x    |      |      |      | 5,75     |       |
| 6.   | Robert Sobera           | Polska            | o    | –    | o    | xxx  |      |      |      |      |      | 5,65     |       |
| 7.   | Konstandinos Filippidis | Grecja            | xo   | o    | xo   | xxx  |      |      |      |      |      | 5,65     |       |
| 8.   | Mike Arnold             | Stany Zjednoczone | o    | xxo  | xxo  | xxx  |      |      |      |      |      | 5,65     |       |
| 9.   | Michal Balner           | Czechy            | o    | o    | xxx  |      |      |      |      |      |      | 5,55     |       |
| 10.  | Seito Yamamoto          | Japonia           | xo   | o    | xxx  |      |      |      |      |      |      | 5,55     |       |
| 10.  | Carlo Paech             | Niemcy            | xo   | o    | xxx  |      |      |      |      |      |      | 5,55     |       |
| 12.  | Jérôme Clavier          | Francja           | o    | xo   | xxx  |      |      |      |      |      |      | 5,55     |       |
| 12.  | Thiago Braz             | Brazylia          | –    | xo   | –    | xx–  | x    |      |      |      |      | 5,55     |       |
| 14.  | Augusto de Oliveira     | Brazylia          | xo   | xxx  |      |      |      |      |      |      |      | 5,40     |       |